# Jüdischer Friedhof (Schermbeck)
Der Jüdische Friedhof Schermbeck befindet sich in der Gemeinde Schermbeck im Kreis Wesel in Nordrhein-Westfalen. Als jüdischer Friedhof ist er ein Baudenkmal und seit dem 5. April 2007 unter der Denkmalnummer 34 in der Denkmalliste eingetragen.
Der erste Beleg einer Beerdigung auf dem Bösenberg ist auf das Jahr 1678 datiert. Der älteste Grabstein stammt aus dem Jahr 1801, die letzte Bestattung fand 1935 statt. 36 Grabsteine sind erhalten.
Seit 2003 wird auf dem jüdischen Friedhof der Novemberpogrome 1938 gedacht.